# Istachatta
Istachatta ist  ein census-designated place (CDP) im Hernando County im US-Bundesstaat Florida. Das U.S. Census Bureau hat bei der Volkszählung 2020 eine Einwohnerzahl von 126 ermittelt.

## Geographie
Istachatta liegt am Withlacoochee River, rund 15 km nordöstlich von Brooksville sowie etwa 80 km nördlich von Tampa.

## Demographische Daten
Laut der Volkszählung 2010 verteilten sich die damaligen 116 Einwohner auf 83 Haushalte. Die Bevölkerungsdichte lag bei 386,7 Einw./km². 92,2 % der Bevölkerung bezeichneten sich als Weiße, 3,4 % als Afroamerikaner, 0,9 % als Indianer und 0,9 % als Asian Americans. 2,6 % gaben die Angehörigkeit zu einer anderen Ethnie an. 5,2 % der Bevölkerung bestand aus Hispanics oder Latinos.
Im Jahr 2010 lebten in 28,8 % aller Haushalte Kinder unter 18 Jahren sowie 36,5 % aller Haushalte Personen mit mindestens 65 Jahren. 51,9 % der Haushalte waren Familienhaushalte (bestehend aus verheirateten Paaren mit oder ohne Nachkommen bzw. einem Elternteil mit Nachkomme). Die durchschnittliche Größe eines Haushalts lag bei 2,23 Personen und die durchschnittliche Familiengröße bei 3,00 Personen.
21,5 % der Bevölkerung waren jünger als 20 Jahre, 17,2 % waren 20 bis 39 Jahre alt, 36,2 % waren 40 bis 59 Jahre alt und 25,0 % waren mindestens 60 Jahre alt. Das mittlere Alter betrug 50 Jahre. 48,3 % der Bevölkerung waren männlich und 51,7 % weiblich.
Das durchschnittliche Jahreseinkommen lag bei 77.500 $, dabei lebte niemand unter der Armutsgrenze.